# A Christmas Carol (film 1977)
A Christmas Carol è un film per la televisione del 1977 diretto da Moira Armstrong.
Si tratta di una versione televisiva della BBC del romanzo Canto di Natale di Charles Dickens. Protagonista è l'attore inglese Michael Hordern nel ruolo di Ebenezer Scrooge.

## Trama
L'avaro e gretto Ebenezer Scrooge, alla vigilia di Natale, non vuole fare la carità né è intenerito dalla visita di un nipote. Tornato a casa, Scrooge vede il fantasma del suo ex socio che lo mette in guardia. La notte, verrà poi visitato da tre spiriti: lo spirito del Natale passato, lo spirito del Natale presente e lo spirito del futuro che lo attende se non cambia atteggiamento verso gli altri.

## Produzione
Il film fu prodotto in Gran Bretagna dalla British Broadcasting Corporation (BBC).

## Distribuzione
Il film fu trasmesso in Gran Bretagna dalla British Broadcasting Corporation (BBC), il 24 dicembre 1977.